# Gerulfo II d'Olanda
Gerulfo II d'Olanda, in olandese Gerulf I (... – dopo l'889), fu conte della Frisia Occidentale dall'885 circa alla sua morte. La sua influenza si estendeva sulla Frisia Occidentale ma anche sul Kennemerland e sul resto dell'Olanda tanto che talvolta appare come conte del Kennemerland ed altre conte d'Olanda.

## Biografia
Colui che lo precedette nel titolo di conte di Frisia si chiamava anche lui, Gerulfo, ma non è certo che fosse il padre (non si hanno documenti di fonti primarie che lo confermino).
La zona in cui Gerulfo visse fu il nord della Lotaringia diventata poi, in seguito al Trattato di Meerssen (870) parte del Regno franco d'Oriente e di fatto governata dai vichinghi. Nell'884 Gerulfo prese parte insieme al capo vichingo Goffredo di Frisia e a Normanni danesi a delle razzie lungo il Reno. Nell'885, fu uno degli emissari di Goffredo, di cui era un fedele sostenitore, presso l'imperatore, Carlo il Grosso (Goffredo aveva appoggiato la ribellione del cognato, Ugo di Lotaringia contro l'imperatore). In quel frangente fu convinto da Enrico di Franconia, comandante delle truppe di Carlo il Grosso, a porre termine al dominio di Gofferdo. Gerulfo, fu tra i promotori della riunione su un'isola del Reno, dove insieme a Everardo Saxo, Conte di Hamaland, aiutati anche dalle guardie reali, uccisero Goffredo nel corso di un banchetto presso Spijk (estratta la spada, Everardo, per primo, colpì Goffredo alla testa, che poi fu ucciso e tutti i Normanni che erano con lui furono trucidati).
Gerulfo, quale ricompensa per aver contribuito a cacciare i vichinghi, ricevette il 4 agosto 889 dal Re dei Franchi orientali, Arnolfo di Carinzia diverse proprietà, nelle vicinanze del Reno.
Di Gerulfo non si conosce l'anno esatto della morte.

## Discendenza
Dalla moglie, di cui non si conoscono né il nome né gli ascendenti, Gerulfo ebbe due figli:
- Waldgerio[9] ( † dopo il 928), che ereditò le contee Nifterlake, Lek e IJssel e Teisterbant, citato due volte dal Reginonis Chronicon  (nell'892, quando combatté a favore di Oddone, re dei Franchi occidentali contro Ranulfo, duca d'Aquitania[9] e, nell'898, quando assassinò a tradimento Everardo, figlio di Meghinardo, durante una partita di caccia[9]), citato nel documento n° 24, datato 9 luglio 914, del Diplomata del Re dei Franchi orientali, Corrado I di Franconia[10], citato ancora per due volte, nel mittelrheinisches urkundenbuch, in un documento di Carlo il Semplice, re dei Franchi occidentali, datato 916, citato col fratello Teodorico[8] e in un documento, inerente ad una donazione da lui sottoscritta, datata 928[8].
Infine Waldgerio viene citato, dopo la sua morte, in tre documenti del Diplomata del re dei Franchi orientali e futuro Imperatore del Sacro Romano Impero, Ottone I di Sassonia[11][12][13]. Waldgerio aveva una moglie di nome, Alberada[14], da cui ebbe due figli:
  - Ratboldo ( † prima del 944)[11];
  - Hattone ( † prima del 950)[12];
- Teodorico ( † tra il 928 ed il 949), secondo conte d'Olanda[15].